# Joseph Halkin
Jacques Joseph Marie Halkin (Luik, 18 mei 1870 – Luik, 5 april 1937) was een historicus van de universiteit van Luik. Zijn academische carrière was evenwel gewijd aan de aardrijkskunde.

## Levensloop

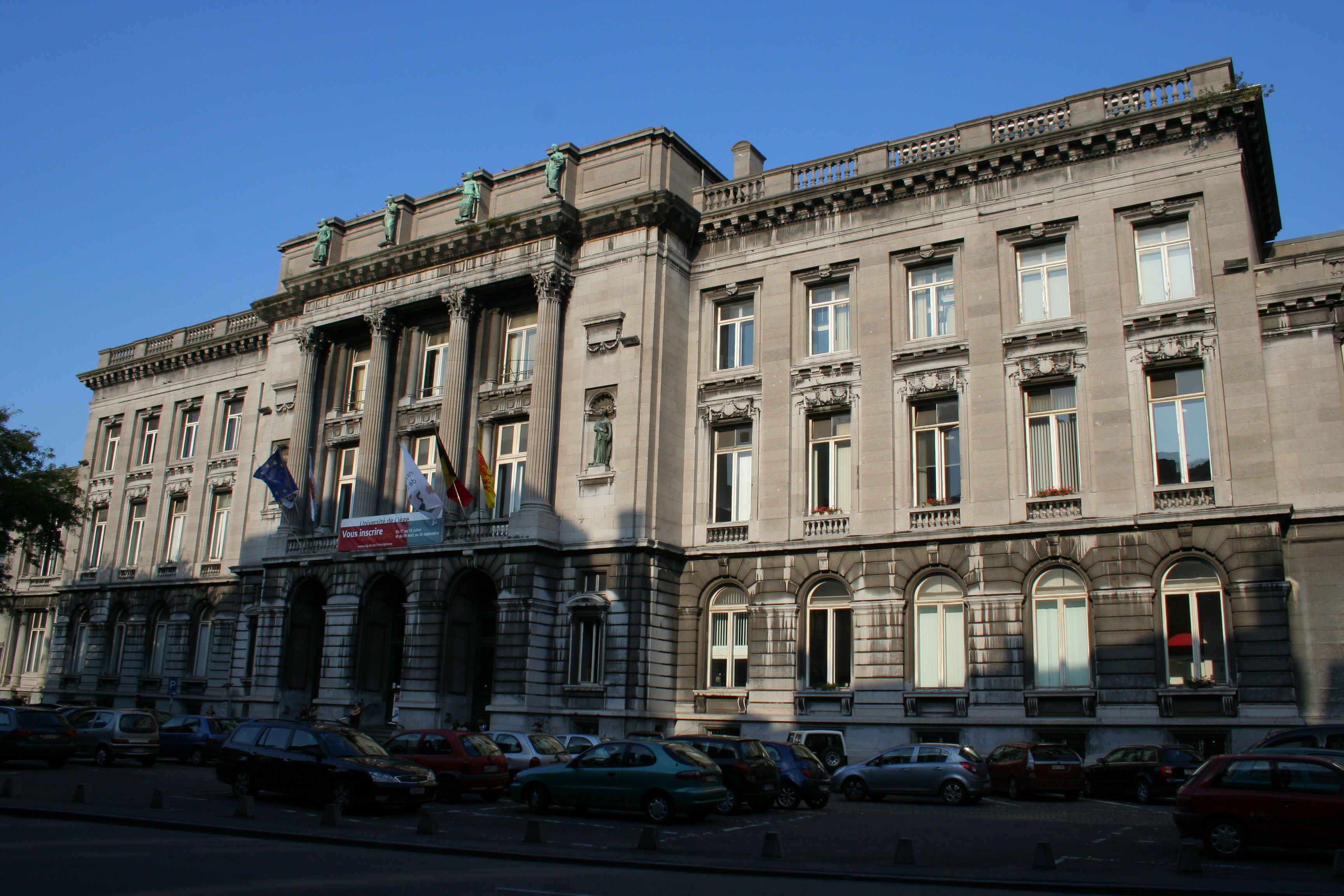
Hoofdgebouw van de universiteit van Luik

Halkin was een onderzoeker in de geschiedenis aan de Rijksuniversiteit van Luik. Zijn studie-onderwerp was de geschiedenis van de dubbelabdij van Stavelot-Malmedy, gelegen in de provincie Luik. Hij doctoreerde in de geschiedenis in 1894. Nadien deed hij historisch onderzoek aan Duitse en Franse universiteiten. In deze periode publiceerde hij zijn historisch onderzoek naar wijngaarden in de stad Luik en in Namen.
Het is opvallend dat zijn verdere carrière aan de aardrijkskunde gewijd was. Dit gebeurde vanaf 1900, het jaar waarin hij lessen aardrijkskunde aan de Luikse universiteit inrichtte. Dit viel samen met het koninklijk besluit van 1900 die de academische graden in het universitair onderwijs van aardrijkskunde regelde. De reden van zijn keuze voor aardrijkskunde moet gezocht worden in zijn reis naar het Verre Oosten, einde 19e eeuw. Deze reis leidde naar een wetenschappelijke publicatie, getiteld En Extrême-Orient: Récit et notes de voyage. Ceylon, Java, Siam, Indo-chine, Ile de Haïnan, Chine, Japon, Corée, Sibérie (1903). In die tijd stimuleerde koning Leopold II van België het onderzoek naar geografische expedities.  
Vanaf 1911 was Halkin gewoon hoogleraar met de leerstoel aardrijkskunde in Luik. Vurig bestreed hij de oude wijze van onderwijs in de aardrijkskunde, namelijk het geheugenwerk om geografische lijsten te kunnen opzeggen. De methode van Halkin was nieuw in België: feiten interpreteren en redeneren om tot een wetenschappelijke conclusie te komen. Om deze reden liet professor Halkin een bibliotheek aanleggen voor zijn studenten, met atlassen en kaarten van over de hele wereld. Over de didactiek van het aardrijkskunde-onderwijs had Halkin meerdere publicaties. 
De atlassen van professor Halkin kenden ook vertalingen in het Nederlands.
- Bibsys: 90959730
- Biblioteca Nacional de España: XX1300203
- Bibliothèque nationale de France: cb12478505m (data)
- Digitale Bibliotheek voor de Nederlandse Letteren: halk003
- Gemeinsame Normdatei: 140953078
- International Standard Name Identifier: 0000 0001 1856 6860
- Library of Congress Control Number: no2007143179
- Nationale Bibliotheek van Israël: 987007511668305171
- Nederlandse Thesaurus van Auteursnamen: 071495231
- Système universitaire de documentation: 067058515
- Virtual International Authority File: 111012711
- WorldCat: E39PBJmTrDbYrctGhbBy69G4MP